# Proborhyaenidae
Los proborhiénidos (Proborhyaenidae) son una familia extinta de marsupiales del orden Sparassodonta, que vivieron en Sudamérica desde el Eoceno (Casamayorense) hasta el Oligoceno (Deseadense). En ocasiones han sido incluidos como subfamilia de sus parientes los borhiénidos (Borhyaenidae). Fueron metaterios carnívoros. Las estimaciones de masa corporal sugieren que los proborhiénidos podían llegar a pesar más de 150 kilogramos, lo que los coloca entre los mayores metaterios conocidos. Los restos de proborhiénidos se han encontrado en el oeste de Bolivia, Uruguay, el sur de Brasil, y las provincias de Mendoza, Salta y Chubut en Argentina.
Los proborhiénidos se caracterizaban por un cráneo grande y macizo, similar al de las hienas, con molares especializados en el consumo de carne (carnasiales) y sus colmillos carecían de esmalte dental en los ejemplares conservados; debió de ser muy delgado o restringido a las puntas en vida. En el género Aminiheringia los colmillos están además orientados hacia adelante. Estos dientes, igual que en los tilacosmílidos presentaban una raíz abierta incluso de adultos, con lo que estos colmillos podían crecer continuamente. Bond y Pascual (1983) afirmaron que los caninos de los proborhiénidos detenían su crecimiento ya en la madurez avanzada, basándose en un espécimen hallado en la provincia de Mendoza, Argentina, pero la identidad de este espécimen como proborhiénido se encuentra en discusión. Esta característica fue sugerida como evidencia de su parentesco cercano con Thylacosmilus, pero dicha hipótesis es controvertida.

## Géneros
- Familia †Proborhyaenidae[1]
  - Género Arminiheringia (Ameghino, 1902)
  - Género Callistoe (Babot, Powell & Muizon, 2002)
  - Género Paraborhyaena (Hoffstetter & Petter, 1982)
  - Género Proborhyaena (Ameghino, 1897)